# 光缘虎耳草
光缘虎耳草（学名：Saxifraga nanella）为虎耳草科虎耳草属下的一个种。

## 扩展阅读
- 維基物種上的相關：光缘虎耳草